# 我愛大明星！驚嘆號
《我愛大明星！驚嘆號》（英語：I Love Super!）是一本由我愛大明星採訪組撰寫的書籍，由如何出版社於2007年3月8日發行。該書講述關於蔡依林、楊丞琳、羅志祥、黃立行的軼事。

## 簡介
該書收錄關於四位天熹娛樂旗下藝人——蔡依林、楊丞琳、羅志祥以及黃立行的21個大秘密和40張寫真照，並附贈VCD，收錄20多支關於四人的私密影片。

## 發行
該書於2007年2月13日開始預購，並於同年3月8日正式發行。同年3月18日，蔡依林、楊丞琳、羅志祥和黃立行四位明星在臺北市舉辦慶功簽書會。

## 外部連結
- 官方网站